# Festa de São Benedito (Tietê)
Festa de São Benedito é um festejo popular celebrado no último domingo de setembro em homenagem a São Benedito, no município brasileiro de Tietê, organizada pela igreja de São Benedito.
No final da festa destaca-se, os devotos expressam o desejo de levar o santo para casa. Sentimento materializado nas flores que ornamentam o andor.
A igreja de São Benedito possui uma lâmpada em homenagem ao santo considerada milagrosa, pois está acessa fazem cem anos.